# Jessica Polsky
Jessica Polsky (Austin, 3 febbraio 1978) è un'attrice, conduttrice televisiva e showgirl statunitense.

## Biografia
Nata e cresciuta ad Austin nel Texas, i suoi studi e lavori nello spettacolo iniziano in giovane età. Passa degli anni a Tucson nell'Arizona per continuare la sua formazione artistica, durante i quali si ampliano gli studi ed interessi a comprendere altre materie. Decide infatti di studiare all'estero e sceglie l'Italia, dove passa un anno sabbatico lontana dall'Arizona a Firenze per studiare la lingua italiana. Si trasferisce poi a New York City, dove abita ancora, per iniziare la sua carriera professionale. Lavora fin da bambina nello showbiz come attrice, cantante e ballerina. Da adulta lavora per molti anni negli spettacoli di Broadway a New York e in giro per il mondo, con tournée di musical e altro, pure nella veste di regista, coreografa, casting e agente.
Ha due lauree conseguite all'Università dell'Arizona: una nelle Performing Arts e l'altra in Italiano, oltre ad un diploma dal Centro Linguistico Dante Alighieri a Firenze. Dopo molti anni di successo in teatro a New York, nel 2000 inizia la sua carriera parallela europea, prima con la tournée di West Side Story, poi con quella del musical di Duke Ellington Sophisticated Ladies (con il premio Grammy Dee Dee Bridgewater), e infine di Grease, nei panni di Sandy, Patty e Marty. Nella stagione 2002-2003 è di nuovo nel cast di West Side Story, per la terza volta protagonista di questo musical, questa volta in scena al Musical Theatre Basel di Basilea, in Svizzera.
Giunta in Italia, viene ingaggiata dalla Compagnia degli ipocriti come consulente artistica e personal dance coach di Stefania Rocca e Fabio De Luigi per il musical Irma la dolce. Successivamente è direttrice artistica del musical I promessi sposi; è proprio grazie a questo lavoro che conosce Michel Altieri, suo futuro marito, che nello spettacolo interpretava il ruolo di Renzo. Nel 2004 diventa nota al pubblico italiano grazie alla sitcom di Italia 1 Camera Café, a cui ha preso parte nelle prime due stagioni, dove interpreta il ruolo di Jessica, giovane ed affascinante manager inglese. Nel giugno 2005 conduce sempre su Italia 1 il programma Anteprima Festivalbar con Jessica, in cui intervista in esclusiva le rockstar italiane e internazionali che partecipano al Festivalbar.
Nello stesso anno e sulla stessa rete presenta anche Robbie Williams Live da Berlino, uno speciale in prima serata che comprendeva la riproposizione del concerto tedesco del cantante inglese, oltreché un'intervista con lo stesso Robbie Williams. Nello stesso anno vince il premio come Miglior Attrice Rivelazione della Stagione Televisiva, assegnatole dal Telefilm Festival per l'interpretazione di Jessica nella seconda stagione di Camera Café. Nel 2007 presenta il programma comico Sputnik su Italia 1. Ha condotto inoltre, insieme a Fabrizio Ponciroli, Monster Jam, American Gladiators e altri programmi per i ragazzi andati in onda su Jetix.
Successivamente ha fatto parte su SKY Vivo della giuria di Singing Office, una gara di canto e di show tra squadre composte dai dipendenti di alcune delle più grandi aziende d'Italia. Sempre nel 2007 recita, insieme a Enrico Bertolino e Max Tortora, nella sitcom Piloti di Rai 2, dove interpreta il ruolo della svampita assistente di volo Josephine. Nel 2008 interpreta il ruolo di Loredana nel film per la televisione di Canale 5 Finalmente a casa, con Gerry Scotti e per la regia di Gianfrancesco Lazotti, mentre nel 2009 partecipa come guest star alla sitcom di Italia 1 Così fan tutte, con Debora Villa e Alessia Marcuzzi. Nel 2010 è protagonista, insieme a Eugenio Allegri e Omar Fantini, di uno speciale allestimento teatrale di Alice nel paese delle meraviglie. Nel 2011 conduce assieme a Raul Cremona il Masters of Magic, show televisivo di magia della Rai in cui si elegge il miglior mago italiano dell'anno.
Nel 2012 riceve alla Camera dei deputati il Premio America della Fondazione Italia USA, per avere contribuito a stringere i rapporti tra le due nazioni attraverso il suo lavoro nello spettacolo. Nel 2012 è nel cast del programma Volo in diretta di Fabio Volo su Rai 3, e nell'inverno 2012-2013 è protagonista di un spettacolo drammatico di prosa a New York intitolato Ghost Wife Radio. Nel 2013 è protagonista del film per la televisione Manhattan Madame per la rete statunitense Lifetime Network. Nel 2014 è protagonista della commedia teatrale Il clan delle divorziate, in prima nazionale italiana dalla Francia, con Stefano Chiodaroli al Teatro San Babila a Milano; ruolo che riprende poi per un nuovo allestimento al Teatro Leonardo di Milano nel 2017. Nello stesso anno presta la voce alla campagna pubblicitaria per Signorina Eleganza di Salvatore Ferragamo.
Nel 2015 torna su Italia 1 nelle sitcom Snooze! Ogni benedetta mattina di Debora Villa. L'anno seguente è nel cast della sitcom Mediaset My Name is Pippo. Nel 2017 prende parte al film Ulysses: A Dark Odyssey di Federico Alotto, affiancando Danny Glover, Udo Kier, Anamaria Marinca e la cantante Skin, e partecipa all'episodio pilota della serie Sport Crime. Nello stesso anno torna nel cast di Camera Café - Il nuovo mondo; è inoltre nel cast del film Gore di Michael Hoffman, sulla vita di Gore Vidal, e collabora con diverse produzioni italiane in qualità di acting coach, tra le quali Alex & Co. e Penny on M.A.R.S. della Disney. Nel 2018 è nella giuria del talent show di danza iCrew in onda su La5.

## Vita privata
Nel 2006 sposa l'attore e cantante Michel Altieri, da cui divorzia nel 2013. È vegana, una seguace di Scientology ed è stata legata in passato a delle iniziative benefiche quali: Fai volare la speranza, Vorrei, Dolomite's Fire, Fondazione Exodus di Don Mazzi e progetti a favore della tutela degli animali.

## Filmografia

### Cinema
- The War on the War on Drugs, regia di Cevin Soling (2002) (scene tagliate)
- Una questione di corna, regia di Alessia Di Giovanni e Max Papeschi – cortometraggio (2008)
- La ballata dei precari, regia di Silvia Lombardo e Corrado Ceron (2012)
- Ulysses: A Dark Odyssey, regia di Federico Alotto (2017)
- Italian Business, regia di Mario Chiavalin (2017)
- Calibro 10 - Decalogo criminale, regia di Massimo Ivan Falsetta (2017)
- Un figlio a tutti i costi, regia di Fabio Gravina (2018)
- Gore, regia di Michael Hoffman (2018)

### Televisione
- Camera Café – serie TV (2003-2017)
- Quelli dell'intervallo – serie TV, 1 episodio (2005)
- X-Rated – sitcom (2005)
- Un ciclone in famiglia – serie TV (2006)
- Piloti – serie TV (2007-2008)
- Finalmente a casa, regia di Gianfrancesco Lazotti – film TV (2008)
- Così fan tutte – serie TV, 1 episodio (2009)
- Divano Football Club – serie TV (2010)
- My Life is a Lifetime Movie – serie TV, episodio 1x05 (2012)
- Snooze! Ogni benedetta mattina – serie TV (2015)
- Open Space – serie TV (2015)
- My Name Is Pippo – serie TV (2017)

## Teatro
- West Side Story, regia di Dennis Courtney, poi Alan Johnson
- Grease, regia di David Gilmore
- Jeffrey
- Ghost Wife Radio, di John Krisiukenas
- Pirates of Penzance, di Gilbert e Sullivan
- Il clan delle divorziate, di Alil Vardar
- Alice nel paese delle meraviglie
- Sophisticated Ladies, di Duke Ellington
- Member of the Wedding
- I promessi sposi, di Tato Russo
- CabaRé

## Programmi TV
- Anteprima Festivalbar (2005)
- Robbie Williams Live in Berlin (2005)
- Mitiko (2006)
- Monster Jam (2006-2008)
- Sputnik (2007)
- Singing Office (2007)
- Robbie Williams Live in Berlin (2008)
- Masters of Magic (2011)
- Volo in diretta (2012)
- The Look of the Year Fashion Awards (2013)
- iCrew (2018)